# The Great Beyond
«The Great Beyond» és el trenta-novè senzill de la banda estatunidenca R.E.M., escrita per la pel·lícula Man on the Moon (1999). Va ser publicada com a senzill el mateix any per promocionar la banda sonora de la pel·lícula.
La cançó va arribar al tercer lloc de la llista britànica de senzills al gener del 2000, el millor resultat d'una cançó de R.E.M. en aquest país. Va ser nominada al premi Grammy a la millor cançó escrita per una pel·lícula, televesió o altres mitjans visuals l'any 2001 però el premi se'l va emportar «When She Loved Me» de Toy Story 2.
Posteriorment, la versió no editada de la cançó va ser inclosa en les compilacions In Time - The Best of R.E.M. 1988-2003 i Part Lies, Part Heart, Part Truth, Part Garbage 1982–2011. En aquesta versió es pot escoltar Michael Stipe cantant algunes frases de fons.
El videoclip va ser dirigit per Liz Friedlander i va comptar amb material de la pel·lícula, concretament de Jim Carrey encarnant a Andy Kaufman. Tanmateix, en la compilació In View: The Best of R.E.M. 1988–2003 s'hi va incloure una versió remesclada amb material original de Kaufman similar a la pel·lícula. Carrey va explicar en el documental Jim & Andy: The Great Beyond (2017) que va ser convidat a participar en el videoclip en persona però ell mateix va rebutjar la invitació per distanciar-se del personatge, tot i que posteriorment va comentar havia lamentat aquesta decisió.

## Llista de cançons
| 1. | «The Great Beyond»          | 5:06 |
| 2. | «Man on the Moon» (directe) |      |

| 1. | «The Great Beyond»          | 5:06 |
| 2. | «The One I Love» (directe)  | 3:10 |
| 3. | «Everybody Hurts» (directe) | 6:21 |
| 4. | «Man on the Moon» (directe) |      |

| 1.            | «The Great Beyond» (edició ràdio) | 4:13  |
| 2.            | «Everybody Hurts» (directe)       | 6:21  |
| 3.            | «The One I Love» (directe)        | 3:10  |
| Durada total: | Durada total:                     | 13:44 |

- Les cançons en directe van ser enregistrades al Festival de Glastonbury.